# Mysłaków (Marcinowice)
Mysłaków (deutsch: Kaltenbrunn) ist ein Dorf in der Landgemeinde Marcinowice (Groß Merzdorf) im Powiat Świdnicki der Woiwodschaft Niederschlesien in Polen.

## Geschichte

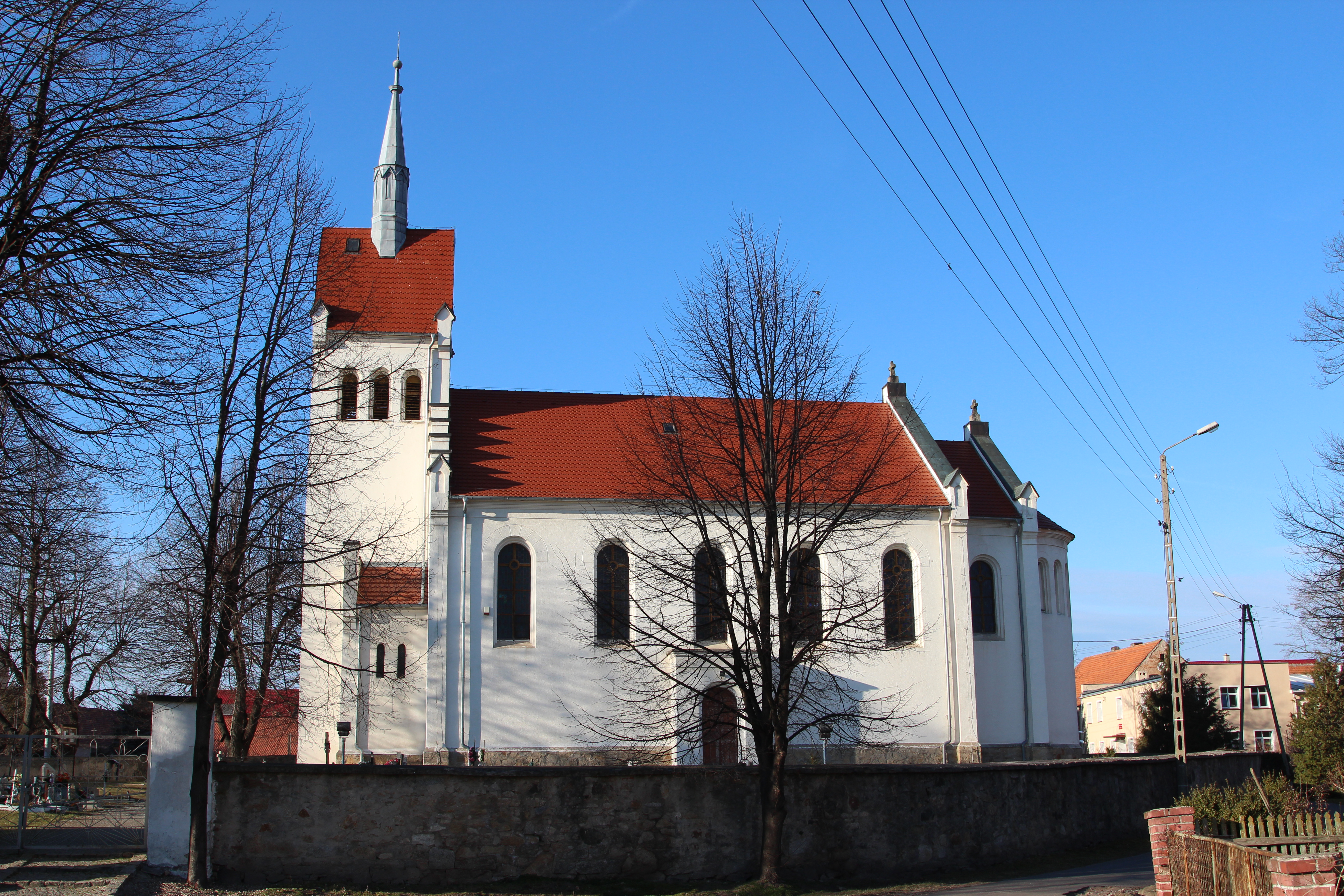
St. Katharina in Mysłaków

Kaltenbrunn bestand schon 1430. Nach dem Ersten Schlesischen Krieg fiel es 1741/42 mit dem größten Teil Schlesiens an Preußen. Die alten Verwaltungsstrukturen wurden aufgelöst und Kaltenbrunn in den Landkreis Schweidnitz eingegliedert, mit dem er bis 1945 verbunden blieb. 
Grundherr war bis zur Säkularisation 1810 das Breslauer Sandstift, dem das königlich-preußische Rentamt in Schweidnitz folgte. 1845 zählte Kaltenbrunn 99 Häuser, ein Vorwerk und Freischoltisei, 804 Einwohner (24 evangelisch und der Rest katholisch), die evangelische Kirche zu Hennersdorf, eine katholische Pfarrkirche unter königlichem und fürstbischöflichen Patronat, ein Pfarrwidum mit zwei Hufen, eingepfarrt: Kaltenbrunn und Krotzel, verbunden Seiferdau mit einer Teilkirche und Widum, eine katholische Schule mit einem Hilfslehrer, eine Windmühle, eine Brauerei, eine Brennerei, einen königlichen Waldwärter, 64 Baumwollstühle und 18 Stühle zu anderem Zeug, 23 Maurer, 18 Zimmergesellen, 20 andere Handwerker und sechs Händler. Östlich des Dorfes lag auf einer Anhöhe eine kleine Kapelle.
Seit 1874 war Kaltenbrunn Sitz eines Amtsbezirks.
Als Folge des Zweiten Weltkriegs fiel Kaltenbrunn mit fast ganz Schlesien 1945 an Polen. Nachfolgend wurde es durch die polnische Administration in Mysłaków umbenannt. Die deutschen Einwohner wurden, soweit sie nicht schon vorher geflohen waren, vertrieben. Die neu angesiedelten Bewohner stammten teilweise aus Ostpolen, das an die Sowjetunion gefallen war.

## Sehenswürdigkeiten
- Römisch-katholische Pfarrkirche St. Katharina